# Phlugis arborealoides
Phlugis arborealoides är en insektsart som beskrevs av Nickle 2005. Phlugis arborealoides ingår i släktet Phlugis och familjen vårtbitare. Inga underarter finns listade i Catalogue of Life.